# Sherif Merdani
Sherif Merdani (Korçë; 5 de mayo de 1940-29 de agosto de 2021) fue un cantante, músico y diplomático albanés. Es conocido por triunfar en el Festivali i Këngës en 1970 con la canción Kënga e nënës. Ha sido galardonado con el título Ndëri in qytëtit të Korçës (El honor de la ciudad de Korçë) en su ciudad natal.

## Biografía
Merdani estudió en Korçë y en 1973 participó con éxito en el Festivali I Këngës 11 con la canción Rruga e Dibrës. Después de la competencia, como muchos otros participantes y organizadores, fue arrestado por el dictador Enver Hoxha. Inicialmente fue condenado a dos años, pero terminó siendo un total de dieciséis años  de prisión. Luego de ser liberado, trabajó en la década de 1990 como diplomático en la capital de Italia, Roma. En 1995 terminó tercero en el Festivali i Këngës 34 con la canción Simfonia e nënës.
Sherif Merdani falleció el 29 de agosto de 2021 a los ochenta y un años.